# Lozna (gmina w okręgu Botoszany)
Lozna – gmina w Rumunii, w okręgu Botoszany. Obejmuje miejscowości Lozna i Străteni. W 2011 roku liczyła 1890 mieszkańców.